# كأس الاتحاد الأوروبي 1995–96
كأس الاتحاد الأوروبي 1995–96 (بالإنجليزية: 1995–95 UEFA Cup)‏ هو الموسم الخامس والعشرون من بطولة كأس الاتحاد الأوروبي.
حقق بايرن ميونخ الألماني لقب البطولة للمرة الأولى في تاريخه بعد فوزه في النهائي على جيروندان بوردو الفرنسي بنتيجة 5-1 في مجموع المباراتين.